# Eremo di Croce Santa
L'eremo di Croce Santa si trova a circa 3 chilometri da Rosolini, nella Cava d'Ispica.
L'eremo è costituito da 4 chiese scavate nella roccia: la prima e la seconda chiesa sono state parzialmente distrutte nei terremoti del 786 d.C. e nel 1167 d.C.; la terza chiesa il cui interno è costituito da una navata, presenta una serie di affreschi di rilevanza storica.
La quarta chiesa infine è detta grotta del Bove perché ad essa è legata una leggenda:
si narra infatti che un bue non facendo ritorno alla masseria venisse ritrovato dal bovaro dentro una grotta in ginocchio davanti ad una croce lignea che fu ritrovata nel 1553 e che oggi è custodita nella chiesa del Santissimo Crocifisso.